# 殷鐸澤
殷鐸澤 （義大利語：Prospero Intorcetta, 1625年—1696年）是一位17世纪活跃于中国的耶稣会传教士。

## 生平
1625年出生于意大利皮亚扎阿尔梅里纳，1659年来到中国，协同一起来的还有比利时耶稣会传教士柏应理，他主要在江南地区传教。

## 著作
殷鐸澤学习中国哲学，1662年出版他对于《四书》的注释，取名为

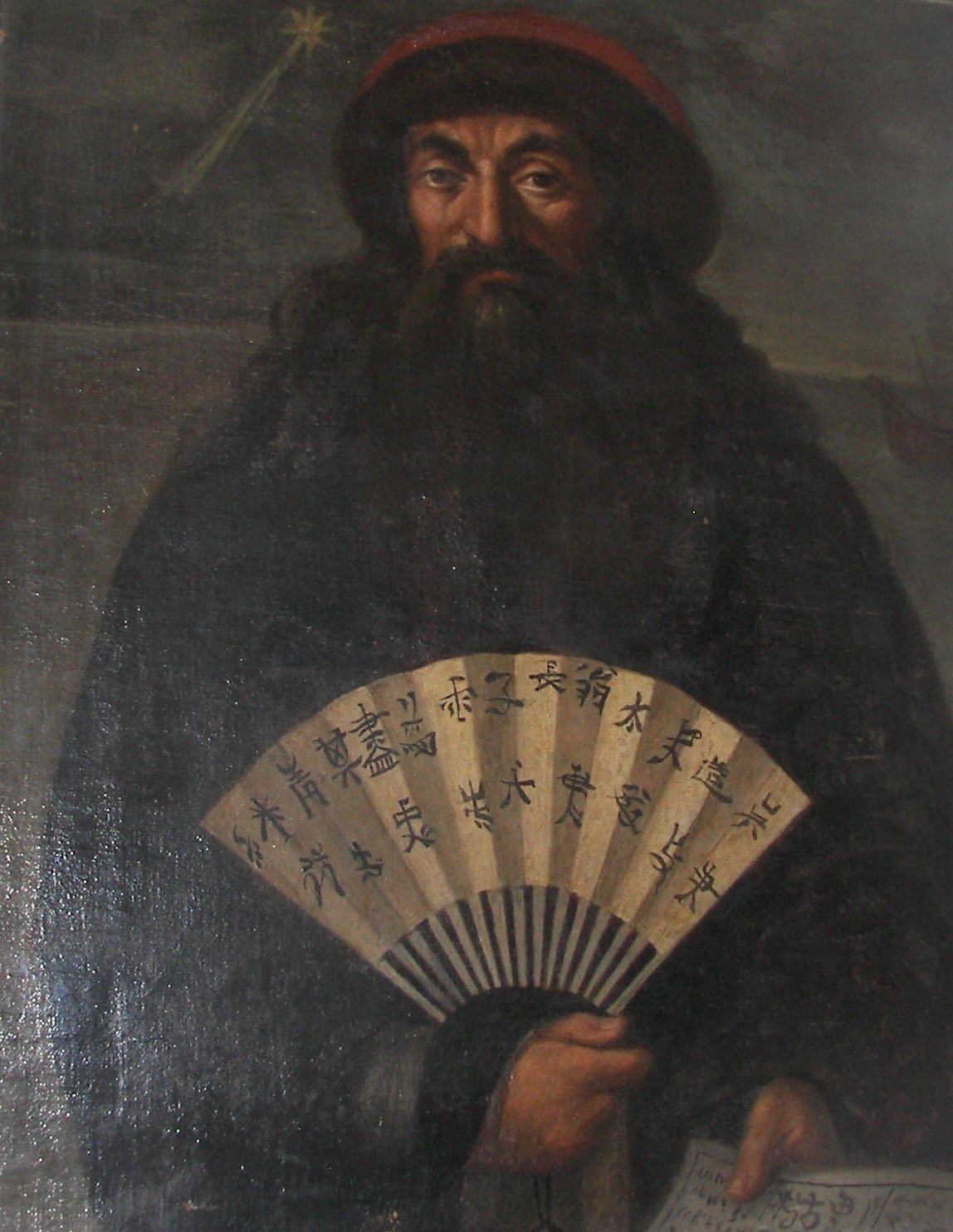
1671年的殷鐸澤

- 《The meaning of Chinese wisdom as explained by Fr. Ignacio da Costa, Portuguese, of the Society of Jesus, and made public by Fr. Prospero Intorcetta, Sicilian, of the same society》。[2]
- 《Sinarum scientia politico-moralis》，1667年
- 《儒教，中国哲学》，1687年，和柏应理合著

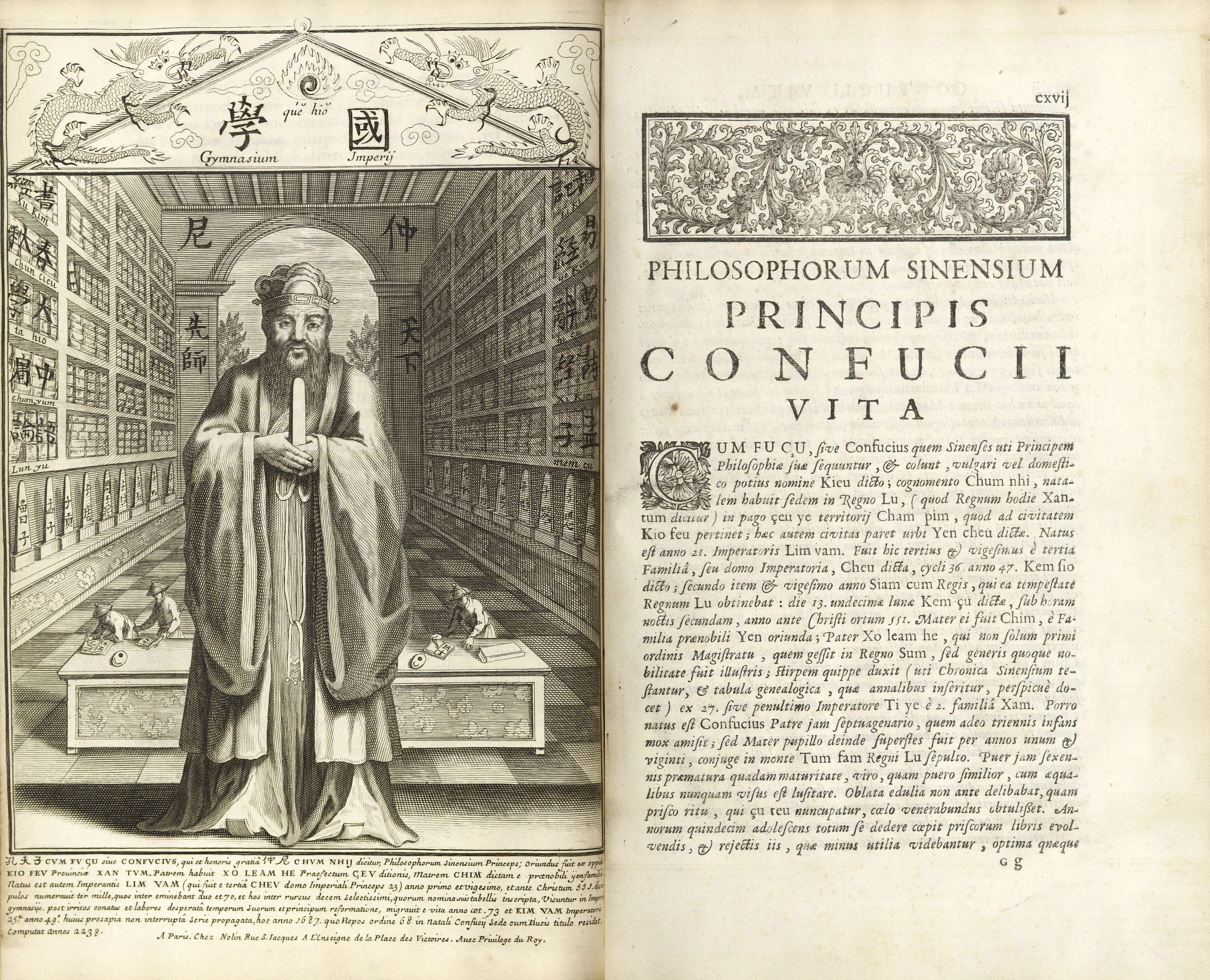
《儒教，中国哲学》，1687年出版，殷鐸澤和柏应理合著